# Magne Thomassen
Magne Thomassen (* 1. května 1941 Melhus) je bývalý norský rychlobruslař.
Na velkých mezinárodních závodech se poprvé představil v roce 1962, tehdy skončil na Mistrovství Evropy dvanáctý a na Mistrovství světa patnáctý. Již o rok později se umístil těsně pod stupni vítězů: na kontinentálním šampionátu byl čtvrtý a na světovém šestý, v první desítce se na mistrovstvích umisťoval většinou i v dalších letech. Startoval na Zimních olympijských hrách 1964, kde závod na 500 m dokončil na 21. místě a na patnáctistovce byl devátý. Nejúspěšnější ročník prožil v letech 1967 a 1968. Nejprve vybojoval na Mistrovství Evropy bronz, následně se zúčastnil zimní olympiády, z níž si přivezl stříbro z trati 500 m (dále byl čtvrtý na 1500 m a sedmý na 10 000 m) a sezónu zakončil ziskem stříbrné medaile na Mistrovství světa. Další cenné kovy vybojoval v roce 1970, kdy obdržel stříbro za druhé místo na světovém šampionátu ve víceboji. Tehdy také startoval na premiérovém ročníku Mistrovství světa ve sprintu, kde získal bronz. Mezinárodních závodů se účastnil do roku 1972, následně do roku 1974 již pouze norských šampionátů.